# Mana (ort)
Mana är en ort i Burkina Faso.   Den ligger i regionen Boucle du Mouhoun, i den västra delen av landet, 210 km väster om huvudstaden Ouagadougou. Mana ligger 317 meter över havet och antalet invånare är 1 921.
Terrängen runt Mana är platt. Närmaste större samhälle är Ouona, 13,3 km nordväst om Mana.
Omgivningarna runt Mana är en mosaik av jordbruksmark och naturlig växtlighet. Runt Mana är det ganska tätbefolkat, med 52 invånare per kvadratkilometer.